# Saint-Nizier-le-Bouchoux
Saint-Nizier-le-Bouchoux es una comuna francesa del departamento de Ain, en la región de Auvernia-Ródano-Alpes.

## Demografía
| 1025 | 886 | 743 | 657 | 625 | 546 | 713 | 688 |
| Para los censos de 1962 a 1999 la población legal corresponde a la población sin duplicidades (Fuente: INSEE [Consultar]) |     |     |     |     |     |     |     |